# The Battle Rages On...
The Battle Rages On... четрнаести је студијски албум британског хард рок састава Deep Purple, којег у Америци 1993. године објављује дискографска кућа 'Giant Records', а у Уједињеном Краљевству 'BMG'. Ово је последњи Перплов албум са снимком гитаристе Ричи Блекмора, који након турнеје одлази из групе.
Материјал на албуму снимила је класична постава MK II, која се поново окупила након што је 1987. године снимила The House of Blue Light и разишла се. Некадашњи Перплов певач Џо Лин Тарнер дао је наслутити да је постојао врло јачи материјал за албум у време када је он одлазио из састава а Ијан Гилан се вратио и пуно тога променио.

## Списак песама
Све песме су написали Ијан Гилан, Ричи Блекмор и Роџер Главер, осим где је другачије назначено.
1. „The Battle Rages On“ (Ијан Гилан, Ричи Блекмор, Роџер Главер, Џон Лорд, Ијан Пејс) – 5:57
2. „Lick It Up“ – 4:00
3. „Anya“ (Gillan, Ричи Блекмор, Роџер Главер, Џон Лорд) – 6:32
4. „Talk About Love“ (Ијан Гилан, Ричи Блекмор, Роџер Главер, Џон Лорд, Ијан Пејс) – 4:08
5. „Time to Kill“ – 5:51
6. „Ramshackle Man“ – 5:34
7. „A Twist in the Tale“ – 4:17
8. „Nasty Piece of Work“ (Ијан Гилан, Ричи Блекмор, Роџер Главер, Џон Лорд) – 4:37
9. „Solitaire“ – 4:42
10. „One Man's Meat“ – 4:39

## Састав
- Ијан Гилан - вокал
- Ричи Блекмор - гитара
- Роџер Главер - бас гитара
- Џон Лорд - органа, клавијатуре
- Ијан Пејс - бубњеви

## Издања по државама
- Немачка , јули 1993, RCA Records 74321-15420-2, (1CD)
- Европа , 1993, RCA Records 74321-15420-2, (1CD)
- Немачка/ Уједињено Краљевство , јули 1993, RCA Records, (1LP лимитирано издање)
- Немачка , јули 1993, RCA Records, (1CD дрвена кутија јубиларно издање)
- Сједињене Америчке Државе , август 1993, Giant, 2-24517-A, (1CD; promo)
- Јапан , август 1993, RCA Records BVCP-650, (1CD; druga;iji omot)
- Европа , 1993, RCA Records 74321-15420-2, (1CD)
- Канада , 1993?, RCA 74321 15420 2, (1CD)
- Јапан , новенбар 1995, BMG Victor BVCP-7419 , (1CD)
- Аустралија/ Нови Зеланд , 1993, BMG/RCA 74321-15420-2, (1CD)
- Јапан, RCA, RCA, BVCP-650, 74321-15420-2, 1993, (CD, Album, Sli)
- Сједињене Америчке Државе, ‎1993, Giant Records, BMG International, 9 24517-2	US	1993
- Немачка 1993, RCA, 74321 15420 2,	‎(CD, Album + CD, Single + Box, Num, Promo)
- Сједињене Америчке Државе, 1993, ‎	Giant Records	9 24517-2, (CD, Album, Club)
- Јапан, 1993, RCA	BVCP-650, ‎(CD, Album, Jew)
- Сједињене Америчке Државе, 1993, Giant Records, 2-24517-A, ‎(CD, Album, Promo)
- Немачка, 1993, RCA, BMG, 74321 15420 4, ‎(Касета)
- Пољска, 1993, RCA, 74321 15420 4, ‎(Касета)
- Турска, 1993, RCA, 74321 15420 4	(Касета)
- Сједињене Америчке Државе, 1993, Giant Records,	9 24517-4, (Касета)
- Индонезија, 1993, RCA, BMG 74321-15420-4, (Касета)
- Канада , 1993, RCA, BMG	74321-15420-4	Canada	1993 (Касета)
- Канада , 1993, RCA, 74321-15420-4, (Cass, Album, Club)
- ????? ‎, 1993, ILON, 577, ‎(Cass, Album, Unofficial)
- Пољска , 1993, ‎Star 564 (Cass, Album, Unofficial)
- Бразил , 1993, ‎RCA, 150.4045, (1LP)
- Јужна Кореја , RCA, BMG,	74321 15420 1, BMGRL 1091 (1LP)
- Холандија , ‎(LP, Album)	RCA, BMG	74321 15420 1	Netherlands	1993 (1LP)
- Колумбија , ‎(LP, Album, Promo)	RCA	01056105179	Colombia	1993 (1LP)
- Бразил , ‎(LP, Album, Promo)	RCA	150.4045	Brazil	1993 (1LP)
- Јапан , ‎(CD, Album, RE)	RCA, BMG	BVCP-7419, 74321-15420-2	Japan	1995 (CD, Album, RE)
- Бразил , ‎(CD, Album, RE)	RCA	M20258	Brazil	1995
- Грчка , ‎(CD, Album, Ltd, Promo, RE)	BMG Greece, Ελεύθερος Τύπος	GRCD340	Greece	1996
- Русија , ‎(CD, Album, Unofficial)	RCA (2), BMG (2)	74321-15420-2	Russia	1996
- Украјина , ‎(Cass, Album, Unofficial)	Euro Star (Ukraine)	ES 2287	Ukraine	1996
- Русија , ‎(CD, Album, Unofficial)	RCA (2)	74321 15420 2	Russia	2001
- Русија , 2005, Not On Label (Deep Purple), none,	The Battle Rages On + Live In Paris 1985 DVD ‎(CD, Album, Car + DVD-V, Comp, All + Unofficial, De)
- Русија , The Battle Rages On + Live In Paris 1985 DVD ‎(CD, Album, Unofficial, Car + 2xDVD-V, Comp, All)	Not On Label (Deep Purple)	none	Russia	2005
- Јапан , 2006, BMG, RCA	BVCM-37686 ‎(CD, Album, Ltd, RE, Min)
- Русија , 2006, BMG (2), BMG (2), RCA (2), RCA (2) BVCM-37686, 82876-83334-2
- Јапан , 2008, BMG, RCA	BVCM-35351, 88697-35351-2 ‎(CD, Album, RE)
- Русија ,2010, Giant Records, BMG International 9 24517-2 ‎(CD, Album, Unofficial)
- Јапан , 2013, Sony Music Japan International Inc.	SICP-30386 ‎(CD, Album, RM, Blu)
- Европа , 2013, Music On Vinyl, RCA MOVLP668 ‎(LP, Album, RE, 180)
- Сједињене Америчке Државе, ‎2014, Friday Music FRM-24517 (LP, Album, RE, 180)
- Европа , ‎RCA	74321 15420 2 (CD)
- Русија , ‎RCA	82876 55374 2 (CD, Album, RE)
- Русија , RCA	74321 15420 2 (CD, Album, Unofficial)
- Русија , ‎RCA (2), BMG (2) 74321 15420 2 (CD, Album, Unofficial)
- Украјина , BMG, RCA 82876 55374 4	‎(Cass, Album)
- Румунија , ‎BMG, RCA 74321 15420 4 (Cass, Album, RE)
- Пољска , ‎Euro Star ES 2287 (Cass, Album, Unofficial)
- Бугарска , Not On Label (Deep Purple) none
- Пољска , ‎	TomZo	0761 (Cass, Album, Unofficial)
- Пољска , ‎	Elbo 1459 (Cass, Album, Unofficial)
- Пољска , ‎	ST Records (2)	348 (Cass, Album, Unofficial)
- Русија , 	Not On Label (Deep Purple) П94 RAT 30857 (LP, Album, Unofficial)